# Igreja Matriz de São José de Ribamar

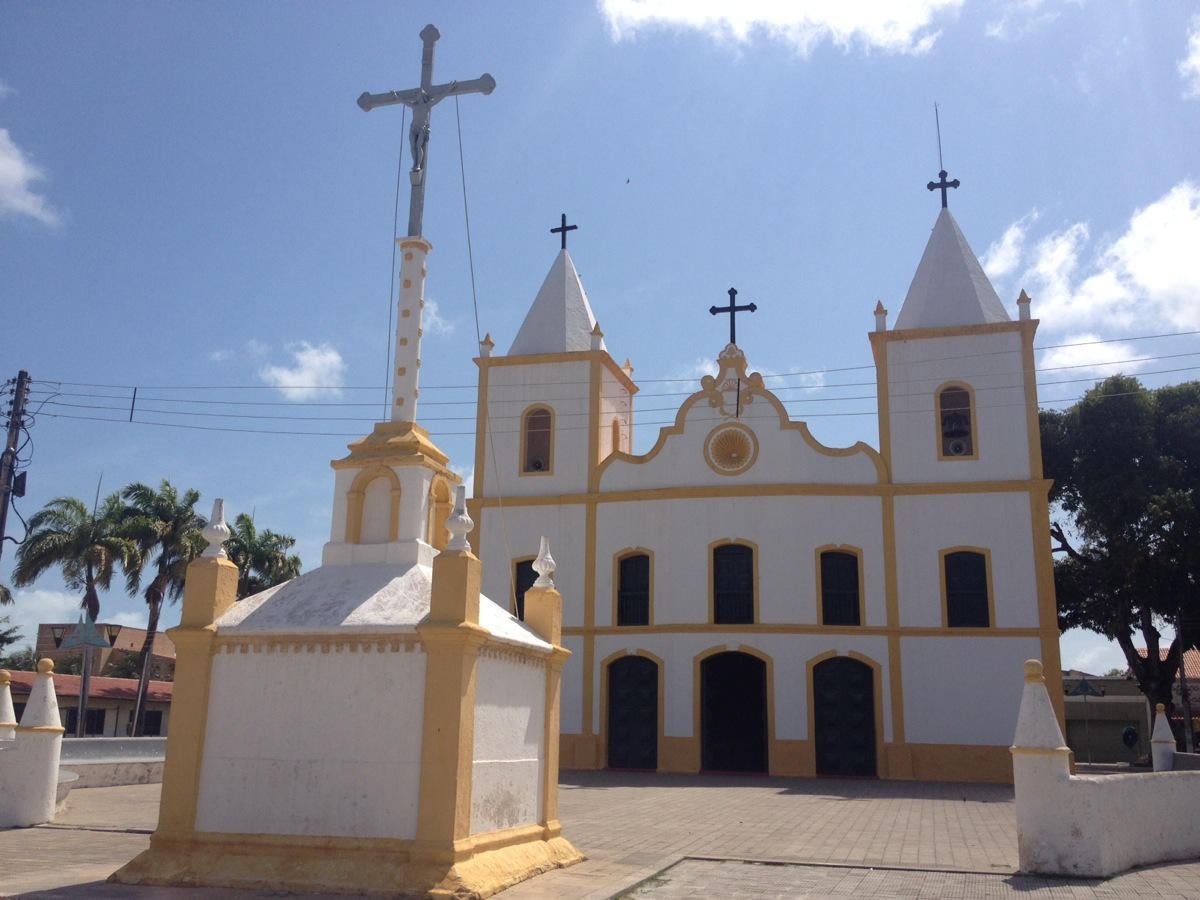
Igreja Matriz de São José de Ribamar (1713) e Cruzeiro frontal.

A Igreja Matriz de São José de Ribamar situa-se na cidade de Aquiraz, no estado do Ceará e foi construída no início do século XVIII, sendo a segunda igreja mais antiga do estado (depois da igreja jesuíta de Viçosa). Na época da construção, a cidade era a capital da província.
Não se sabe exatamente a data da construção da igreja, mas supõe-se que seja por volta de 1713, quando os moradores da recém-criada vila (1699) disputavam com outras localidades a sede da freguesia. A data de 1769 consta como fundação da igreja de acordo com o IBGE.

## Imagem de São José de Ribamar
No altar-mor encontra-se a imagem do padroeiro, São José de Ribamar, que se acredita datar da mesma época da construção da igreja. São José aparece vestido com roupas e botas típicas do vestuário de capitão-mor, reproduzindo a figura dos governantes da região na época. Segundo a lenda, ela foi encontrada por pescadores em uma das praias do lugar. A princípio quiseram levá-la para um outro povoado, entretanto nem mesmo um carro de boi conseguiu removê-la. Porém, quando surgiu a ideia de que a Igreja de Aquiraz seria o melhor local para o santo, este ficou leve e uma só pessoa conseguiu transportá-lo. O "São José de Botas" continua sendo alvo de grande devoção popular.

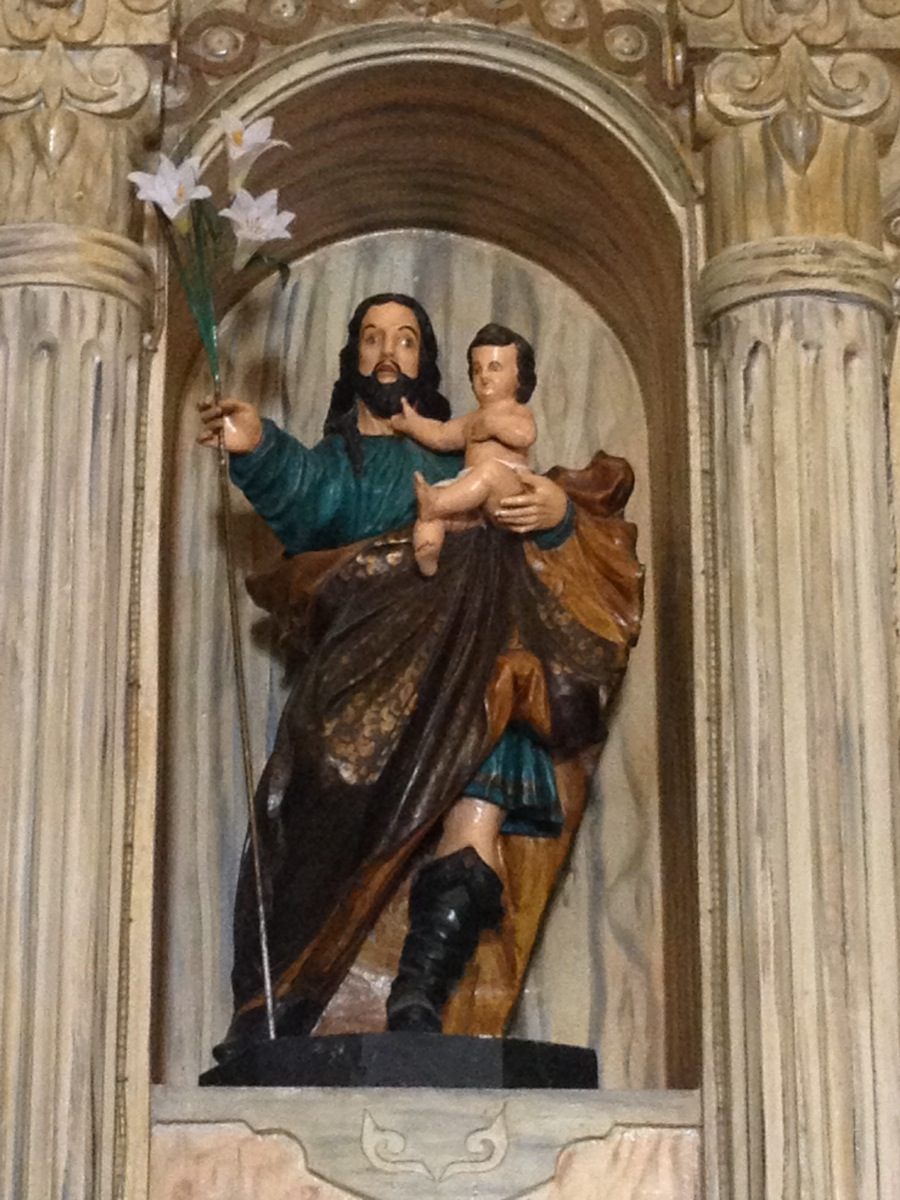
Imagem do padroeiro no altar-mor.